# Vinterbader (film)
 For alternative betydninger, se Vinterbader (flertydig). (Se også artikler, som begynder med Vinterbader)
Vinterbader er en dokumentarfilm instrueret af Kenneth Sorento Dichmann efter eget manuskript.

## Handling
Kroppen af en ældre kvinde tegnes mod februarlysets refleksion i havets iskolde vand. På bare tæer løber hun henad en tilsneet badebro for at tage sig det daglige vinterbad. Temperaturen i havet er -1 grad. "Uanset årstid eller vejr er det nødvendigt for mig hver dag at lugte vandet, føle vinden, høre mågerne, og mærke saltet i huden", fortæller Else Høyby. De daglige badeture vækker minder fra et langt liv.